# Muzeum Piśmiennictwa i Muzyki Kaszubsko-Pomorskiej w Wejherowie
Muzeum Piśmiennictwa i Muzyki Kaszubsko-Pomorskiej w Wejherowie – muzeum powstało w 1968.

## Historia
Pomysł powołania muzeum regionalnego w  Wejherowie pojawił się jeszcze przed II wojną światową. Jednak dopiero powstanie w 1956 roku oddziału Zrzeszenia Kaszubskiego, który skupił regionalistów i działaczy przyczyniło się do realizacji tych planów. W 1958 roku Józef Rosener i Edmund Kamiński z Klubu Młodej Inteligencji Kaszubskiej w Kartuzach zaproponowali utworzenie Muzeum Historii i Literatury lub Książnicy Wydawnictw Kaszubsko-Pomorskich, ale także ten pomysł nie został zrealizowany.
W 1962 roku Adam Patok i Edmund Kamiński, wspólnie z członkami Klubu Młodych Kaszubów z Wejherowa zorganizowali wystawę w sali Zrzeszenia Kaszubsko-Pomorskiego, tzw. „Paradnicy” na której zaprezentowali  prywatne zbiory piśmiennictwa kaszubskiego. Kolejną okazją do prezentacji dorobku Kaszubów była wystawa Prasa kaszubsko-pomorska zorganizowana w 1964 roku w Powiatowym Domu Kultury w Wejherowie otwarto wystawę. Oddział Zrzeszenia Kaszubsko-Pomorskiego w Wejherowie, który był jej organizatorem pokazał na niej 200 tytułów czasopism. Równocześnie zbiory regionalne gromadziła Powiatowa i Miejska Biblioteka Publicznej w Wejherowie tworząc pod koniec grudnia 1963 roku dział regionalny, który z czasem planowano przekształcić w muzeum.
Gdy 19 sierpnia 1967 roku zmarła Franciszka Majkowska przekazując swoje zbiory na rzecz przyszłego muzeum, zarząd oddziału ZK-P w Wejherowie zwrócił się do ówczesnych władz miejskich o przyznanie 2 pomieszczeń przy ul. Sienkiewicza 10 na potrzeby muzeum. 28 września 1967 roku zgodę wyraziłam Powiatowa Rada Narodowa. Schemat organizacyjny muzeum, który przygotował  Edmund Kamiński został 28 listopada 1967 roku przyjęty podczas posiedzenia zarządu oddziału ZK-P w Wejherowie. Powołano Społeczny Komitet Organizacyjny Muzeum Kaszubskiego w składzie: Mieczysław Baran, Irena Kamecka, Edmund Kamiński (przewodniczący), Jerzy Kiedrowski, Miron Łukowicz i Jan Trepczyk. W 1968 roku dołączyli do niego Paweł Labuda oraz Zygfryd Strzebrakowski.
Muzeum otrzymało nazwę Muzeum Piśmiennictwa Kaszubsko-Pomorskiego.  W 1968 roku po II Festiwalu Pieśni o Morzu podjęto decyzję, że obok piśmiennictwa muzeum będzie również gromadzić zbiory związane z muzyką Kaszub i Kaszubów. Statut i pełna nazwa zostały przyjęte uchwałą PPRN nr 97/570/68 z dn. 31 lipca 1968 roku, a Muzeum Piśmiennictwa i Muzyki Kaszubsko-Pomorskiej w Wejherowie rozpoczęło swą działalność 1 września 1968 roku. Pierwszym kierownikiem Muzeum został Paweł Labuda.
Wejherowskie Muzeum jest znaczącym współczesnym ośrodkiem kultury i nauki kaszubskiej. Odbywają się tu konferencje naukowe, spotkania z wybitnymi pisarzami, promocje książek, konkursy i koncerty. Muzeum współpracuje z wieloma towarzystwami regionalno-kulturalnymi z Polski i Europy, od wielu lat jest organizatorem Ogólnopolskiego Konkursu Prozatorskiego im. J. Drzeżdżona. Tutaj spotykają się również piszący po kaszubsku i muzycy, którzy doceniają akustyczne walory sali koncertowej.
Jedną z podstawowych form działalności i jednocześnie prezentacji naszych zbiorów są wystawy, organizowana w siedzibie i poza nią. Najczęściej jednak są to ekspozycje czasowe. Największym powodzeniem cieszą się wystawy poświęcone literaturze, szeroko pojętej historii i kulturze Pomorza, a także wernisaże twórców regionalnych. Muzeum prowadzi działalność wydawniczą. Jest wydawcą książek zarówno w języku polskim jak i kaszubskim – prac popularnych i naukowych z różnych dziedzin: historii, językoznawstwa, etnografii, literatury pięknej, wspomnień, pamiętników itp. Z większości zbiorów można skorzystać w muzealnych czytelniach.

## Siedziba
Początkowo Muzeum mieściło się w dwóch, a później w czterech pomieszczeniach przy ul. Sienkiewicza 10. W 1972 przeniosło się do przedwojennej willi przy ul. Sobieskiego 239. W latach 80. XX wieku pozyskano i odrestaurowano pochodzący z początku wieku budynek przy ul. Wałowej 14 a. Obecnie mieszczą się tam pracownie i magazyny działu druków zwartych i prasy. Główną siedzibą Muzeum jest Pałac Przebendowskich, będący dawniej częścią XVIII wiecznego zespołu pałacowo-parkowego. Obecnie istniejący pałac został zbudowany przez ostatnich właścicieli dóbr wejherowskich – Keyserlingków. Chociaż od kilku lat obiekt jest restaurowany, muzeum prowadzi podstawową działalność jaką jest gromadzenie, opracowywanie i upowszechnianie dóbr kultury z zakresu piśmiennictwa i muzyki kaszubsko-pomorskiej, dokumentując tym samym dorobek ubiegłych i współczesnych pokoleń Pomorzan, ze szczególnym uwzględnieniem dokonań świadczących o odrębności kultury kaszubskiej.

## Zbiory
W zbiorach Muzeum znajdują się  bezcenne zabytki piśmiennictwa i muzyki, których niejednokrotnie nie zobaczymy w innych instytucjach. W ciągu 40 lat działalności Muzeum pozyskało większość pierwodruków i kolejnych wydań utworów kaszubskojęzycznych, niezwykle rzadkich czasopism, zbiorów pieśni i innych druków.
Muzeum przejęło spuścizny po pisarzach, kompozytorach, folklorystach i działaczach kaszubskich, a zabytkom piśmienniczym i muzycznym towarzyszą fotografie, malarstwo i grafika, numizmaty, ceramika itp. Tak jest w przypadku zbiorów po Aleksandrze Majkowskim, Janie Rompskim, Ignacym Schuttenbergu, Franciszku Fenikowskim, Julianie Rydzkowskim, Izabeli Trojanowskiej, Klemensie Dercu i wielu innych. Oddzielnie należy wymienić zbiór 500 starodruków i bardzo interesującą kolekcję kartograficzną. Stale uzupełniane są dokumenty życia społecznego: plakaty, afisze, zaproszenia. W Muzeum znajdują się również nie wchodzące w skład spuścizn zabytki materialne, chociaż w o wiele mniejszym zakresie niż piśmiennictwo. Są to dzieła sztuki, m.in. obrazy Mariana Mokwy, Wacława Szczeblewskiego, meble, zabytki etnograficzne.

## Nagrody
W 2019 muzeum zostało odznaczone Srebrnym Medalem „Zasłużony Kulturze Gloria Artis”.

## Galeria

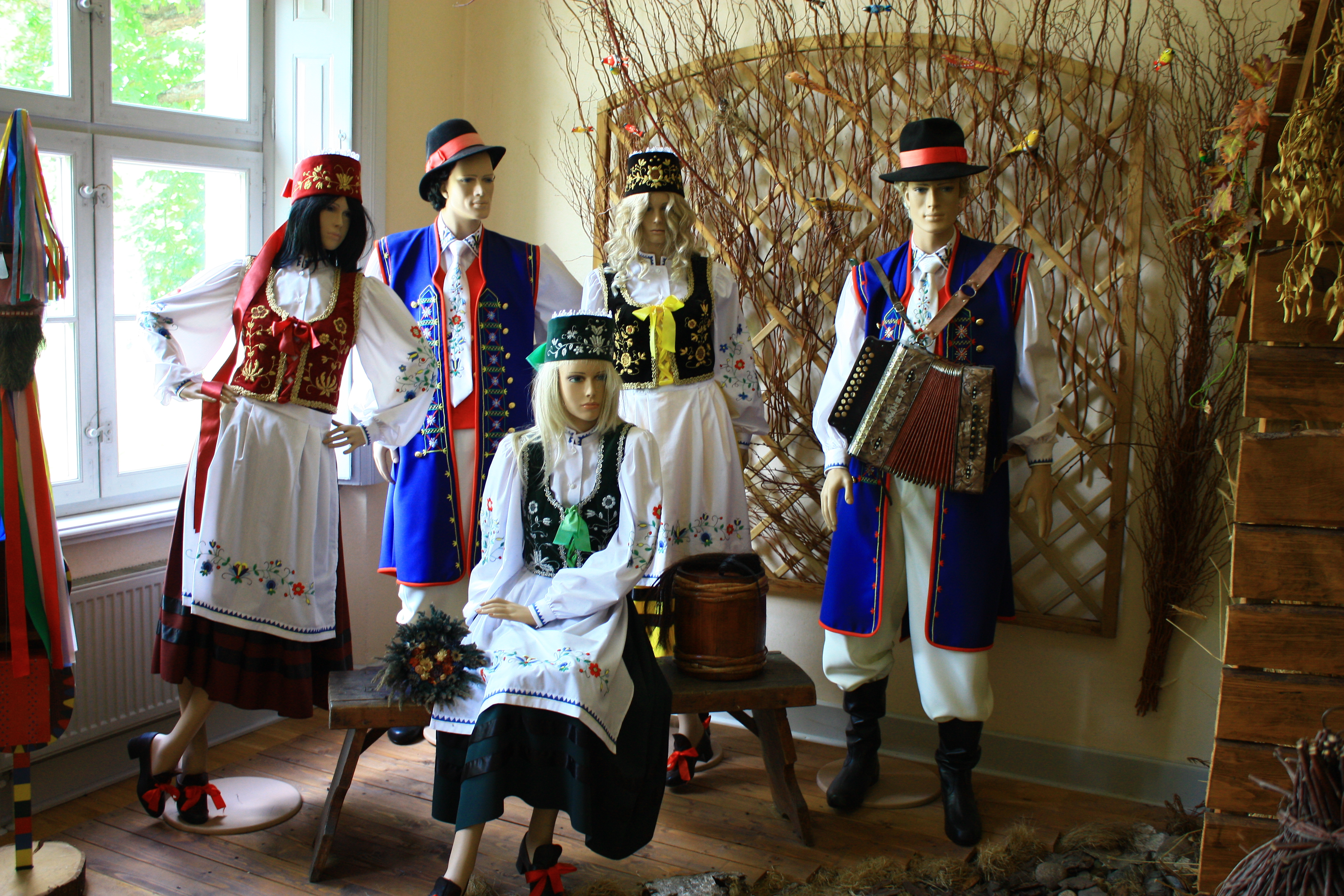
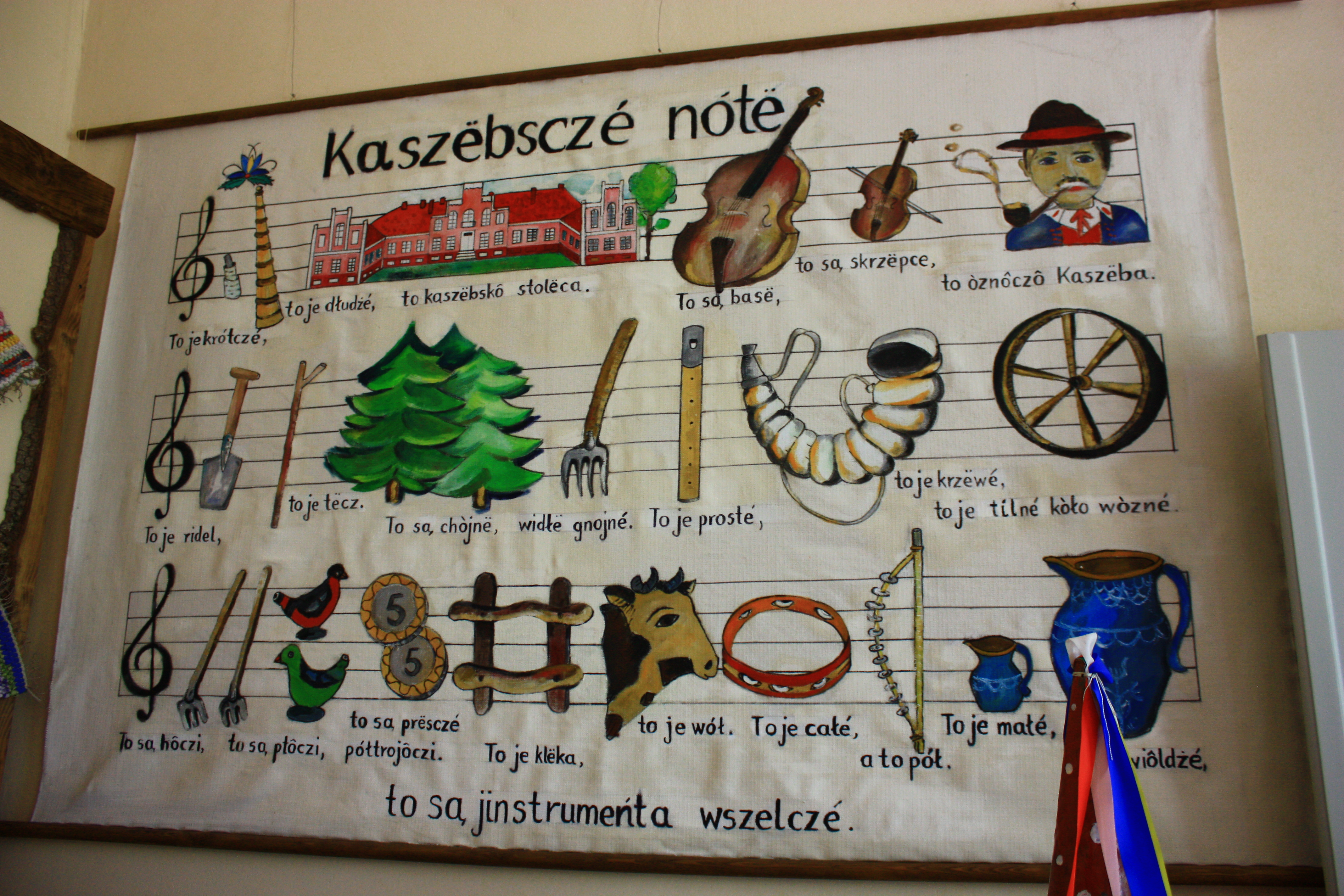
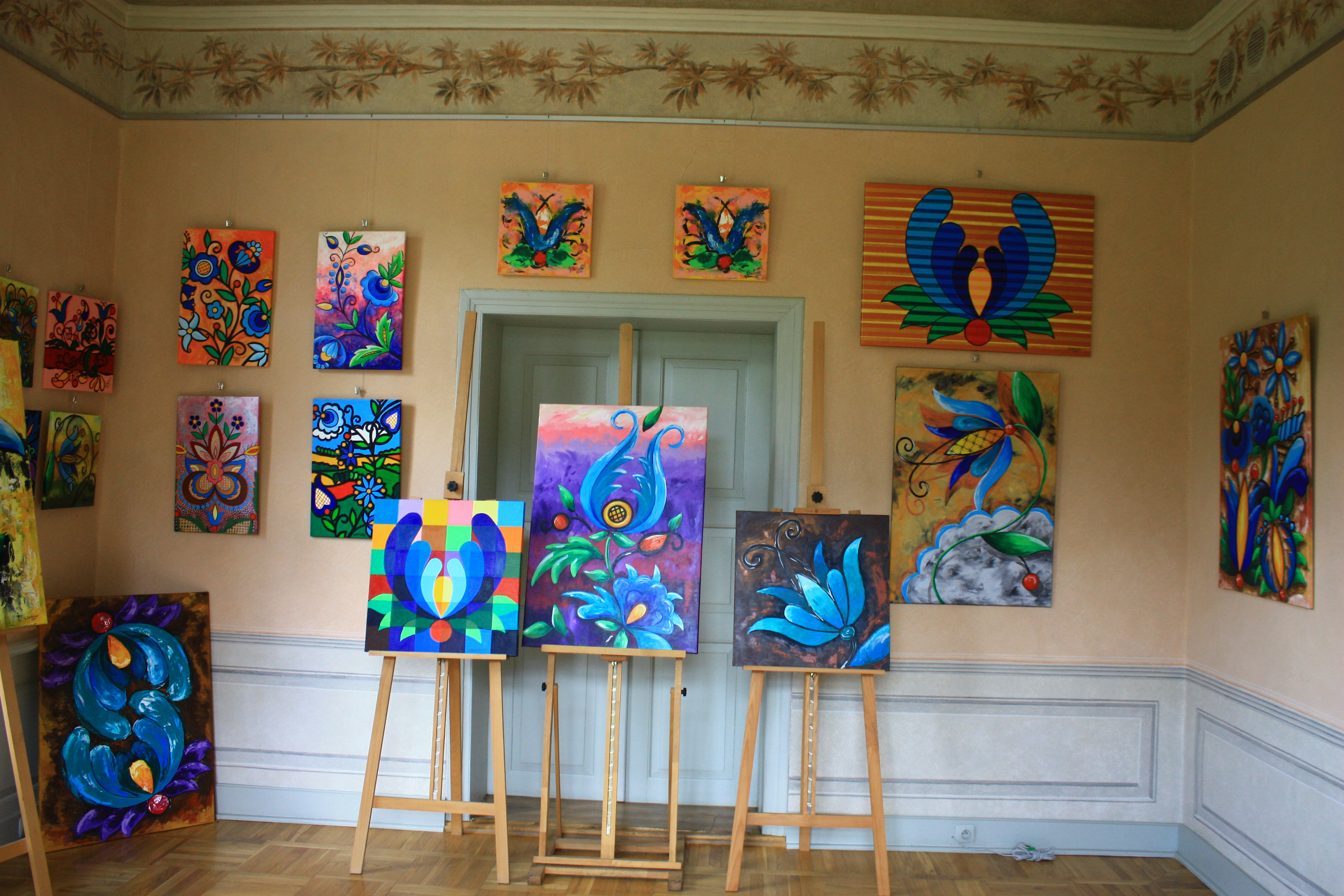
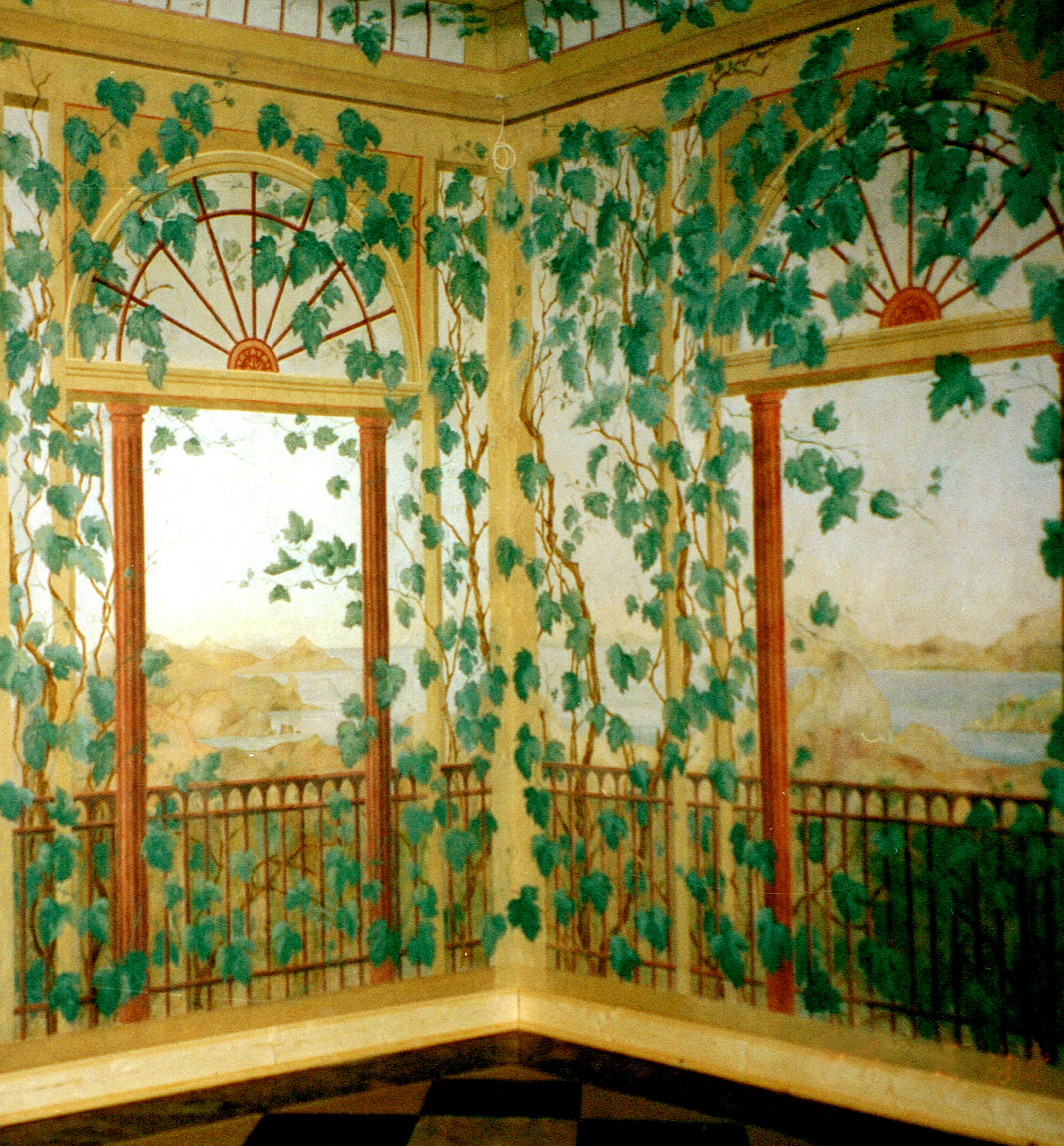
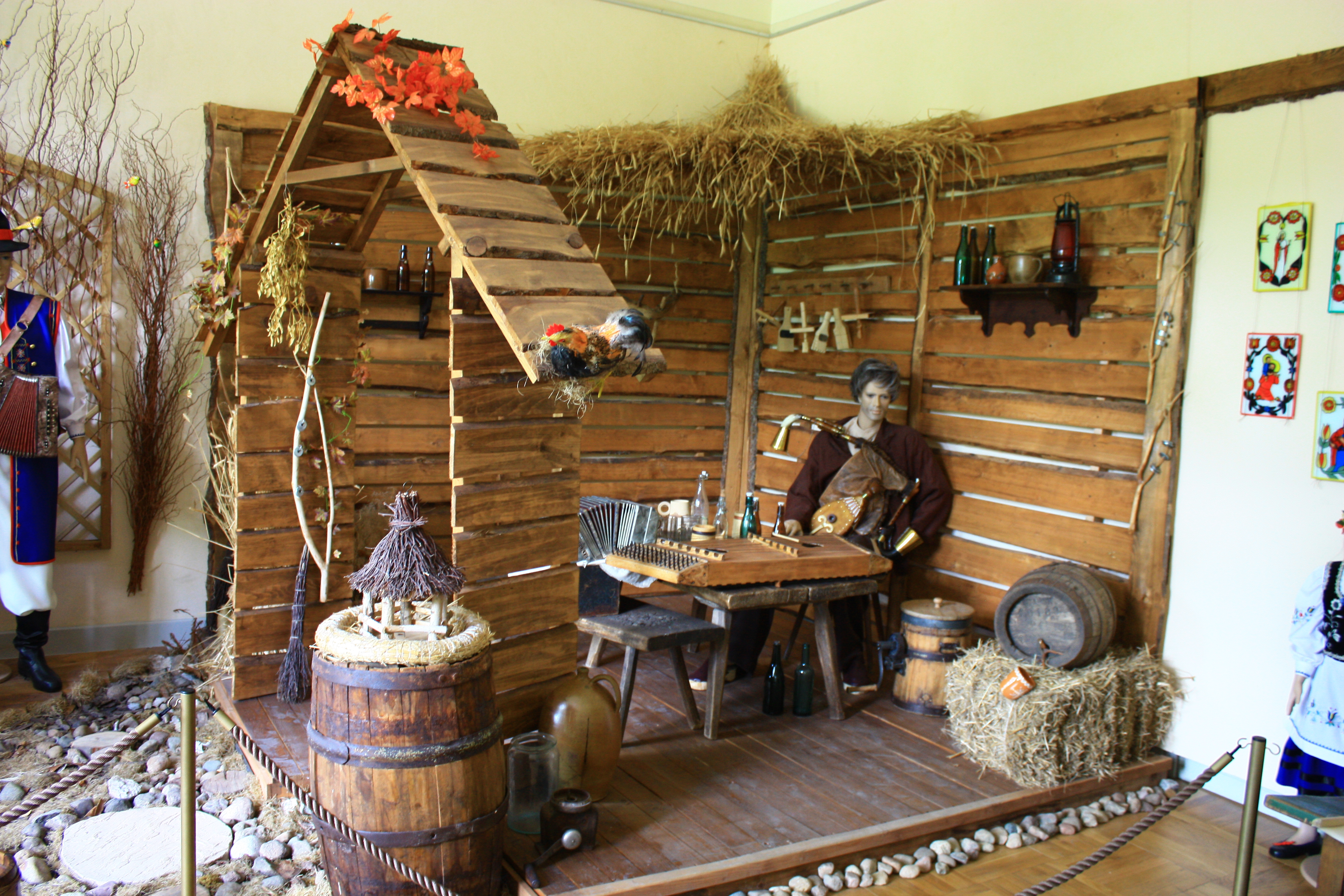
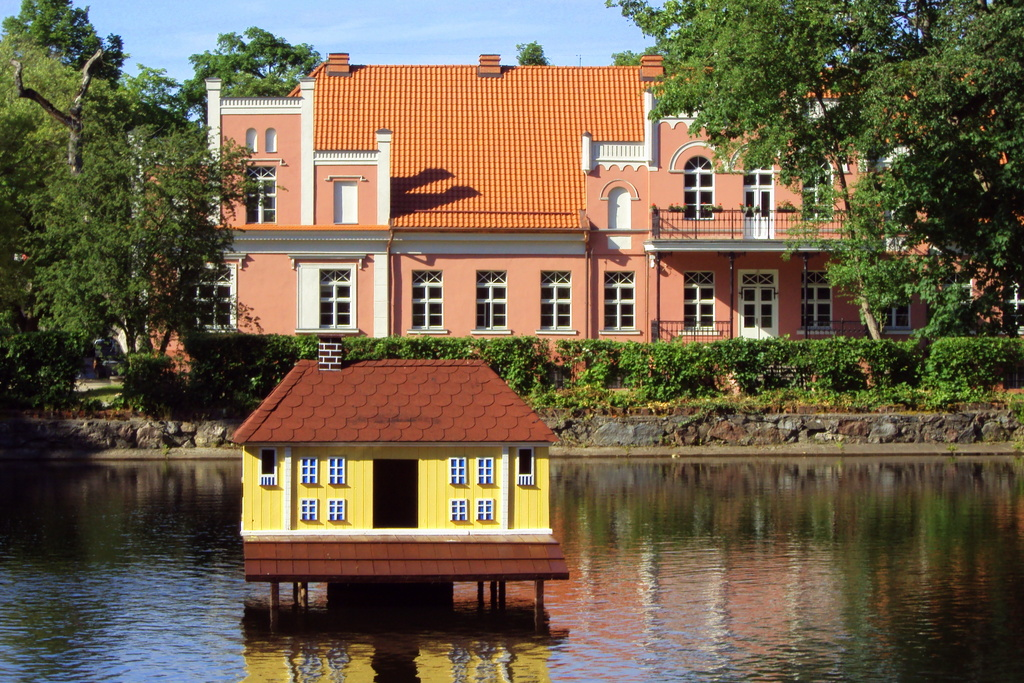
Budka lęgowa na stawie przy Pałacu Przebendowskich
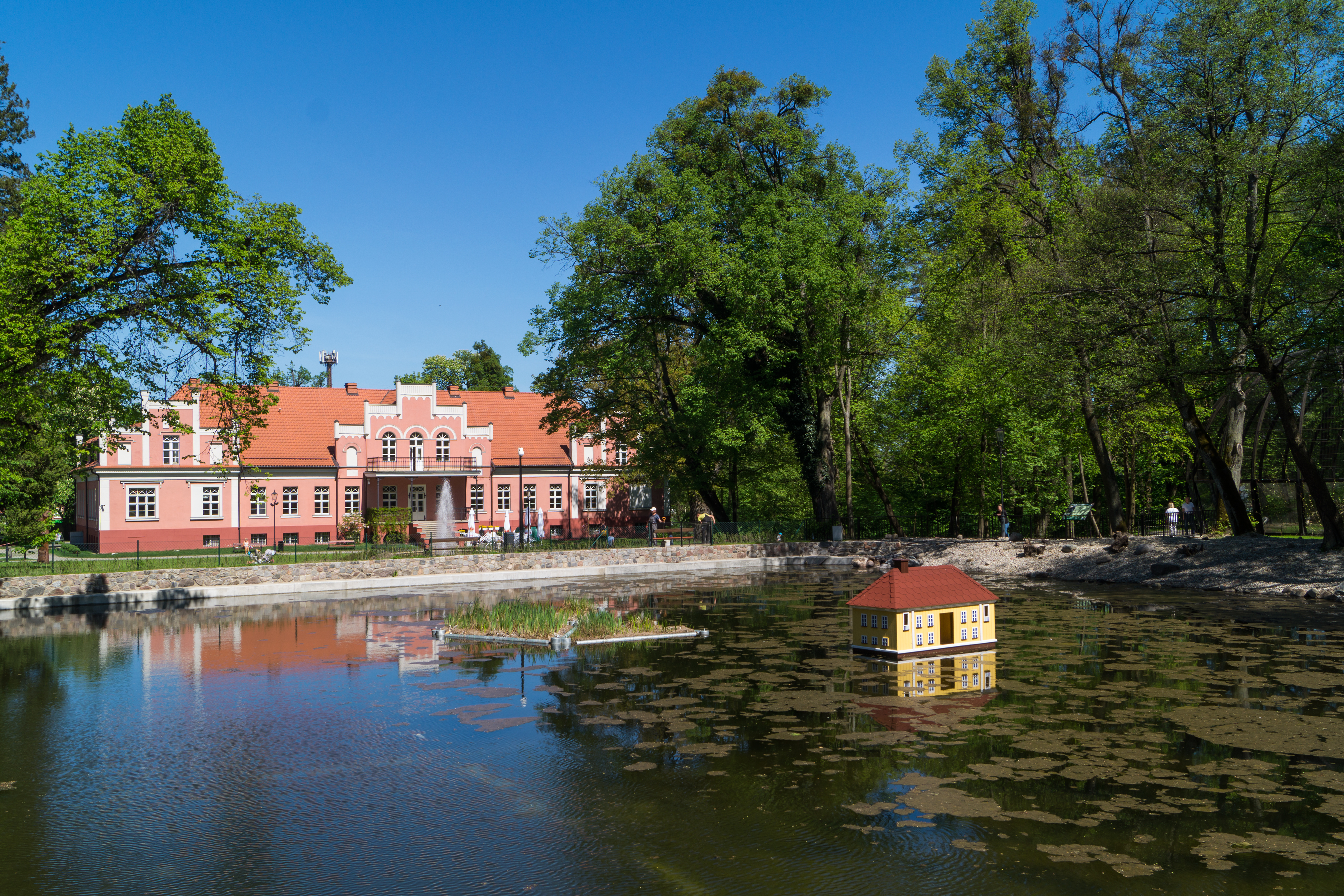
Widok na Pałac Przebendowskich i Keyserlingów od strony wyremontowanego stawu w Parku Miejskim im. Majkowskiego